# Walter Wohlfeld

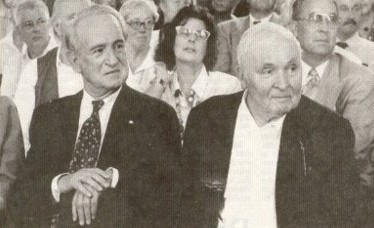
Walter Wohlfeld (rechts) mit Johannes Rau (1997)

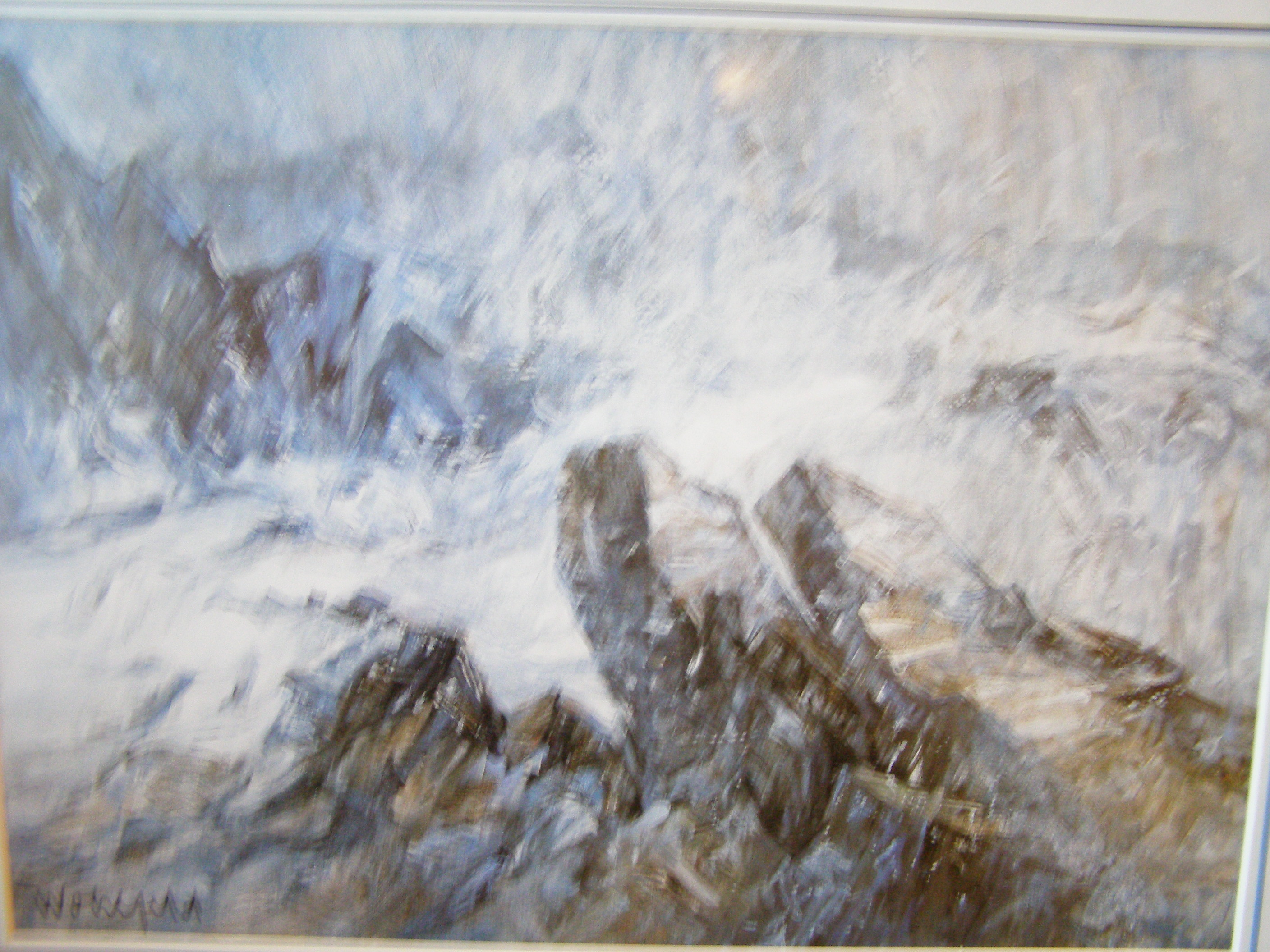
Cornwall-Aquarell, 1989.

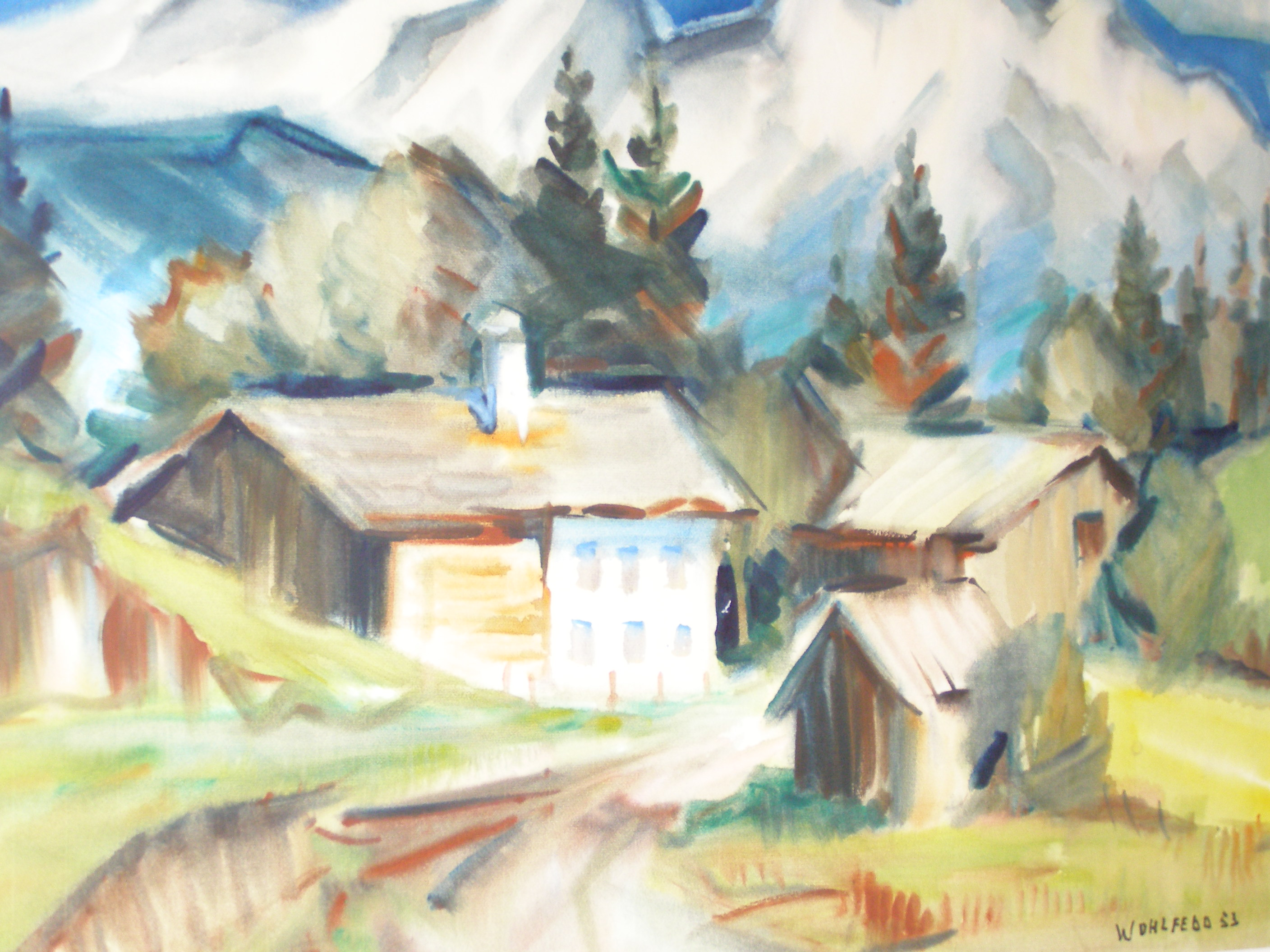
Tirol-Aquarell, 1953.

Walter Wohlfeld (* 26. Juni 1917 in Hamburg; † 26. Februar 2002 in Wuppertal) war ein deutscher Kunstmaler, der als „Maler des Bergischen Landes“ galt. Außerdem war er Mitglied der internationalen Gruppe rbk.

## Leben
Seine Ausbildung erhielt Walter Wohlfeld an der Kunsthochschule Hamburg, der Kunstakademie Berlin und der Werkkunstschule Wuppertal. Studienreisen führten ihn in die Niederlande, nach Luxemburg, Italien, Österreich, Jugoslawien, Polen, Belgien, England und in die Schweiz. Von 1944 bis zu seinem Tode lebte er in Wuppertal-Cronenberg.
Seine Werke wurden in vielen Gruppen- und Einzelausstellungen im In- und Ausland gezeigt; viele wurden durch Museen, Privatsammlungen und Stadtverwaltungen sowie durch staatliche Behörden angekauft.

## Auszeichnungen
- 1961: Kunstpreis des Schlossbauvereins Burg a. d. Wupper
- 1963: Ludwig-Lindner-Preis des Rings Bildender Künstler (rbk)

## Werke
- 1997: Ein Leben mit Bildern, Buch, 76 Seiten, mit zahlreichen Abbildungen, Festeinband mit farbigem Schutzumschlag, mit einem Vorwort von Johannes Rau, Auflage von 1.000 Exemplaren ist ausverkauft.
- Unzählige Werke (Aquarelle, Acryl, Öl, Tusche, Kreide) aus über fünf Jahrzehnten.